# Franciscus Mercurius van Helmont

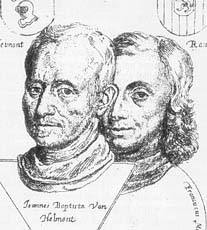
Darstellung von Franciscus Mercurius van Helmont rechts hinter seinem Vater

Franciscus Mercurius van Helmont (* vor 20. Oktober 1614 (Taufdatum) in Vilvoorde, Flämisch-Brabant; † 1699 in Cölln bei Berlin) war ein flämischer Universalgelehrter, Schriftsteller und Diplomat. Er ist der Sohn von Johan Baptista van Helmont.

## Leben und Werk
Helmont veröffentlichte 1648 unter dem Titel Ortus Medicinae (hrsg. in Amsterdam) die Werke seines Vaters, der, ausgehend von der Alchimie, ein Wegbereiter der wissenschaftlichen Chemie war. Nach dem Tod seines Vaters 1644 verzichtete Helmont auf sein Erbe und begann ein Leben, das er selbst mit Eremita peregrinans (der wandernde Eremit) bezeichnete.
Außer mit hermetischen, alchemischen und medizinischen Arbeiten beschäftigte er sich vor allem mit Theosophie sowie der Kabbala und arbeitete mit Henry More, einem Vertreter der Cambridger Platoniker, zusammen. Gemeinsam bearbeiteten sie die Übersetzungen kabbalistischer Texte von Christian Knorr von Rosenroth.
Franciscus van Helmont unterhielt in den Niederlanden wichtige Kontakte, wo er mit Adam Boreel (1603–1667) und Petrus Serrarius (1600–1669) bekannt war. Später pflegte er den Kontakt mit der 'Laterne', einem Kreis um den Kaufmann Benjamin Furly aus Rotterdam, der John Locke einschloss.
Er beeinflusste Franciscus van den Enden (* um 1602; † 1674) und den spanischen Mediziner Juan de Cabriada (1665–1714). In Amsterdam arbeitete er um 1690 an einer Theorie, die die Arbeit von Johann Konrad Ammann mit Gehörlosen untermauerte.
Van Helmont verbrachte viel Zeit in Deutschland und England. Von 1644 an, als sein Vater starb, bis 1656, als er vom deutschen Kaiser in den Adelsstand erhoben wurde, war er ständig für deutsche Fürsten und ihre Familien diplomatisch aktiv. Von 1648 bis zu seinem Tod war er beständig zwischen England, den Niederlanden, Hannover, Berlin, Heidelberg, Sulzbach, Wien, der Schweiz und Italien unterwegs. Seine intellektuellen Fähigkeiten, seine diplomatische Gewandtheit und sein Ruf als Mediziner öffneten ihm den Zugang zu den Fürstenhöfen Europas. Vor allem war er für die Kurpfälzer Familie (Elisabeth von Herford, Prinz Ruprecht und Sophie von Hannover) sowie für Herzog Christian August von Pfalz-Sulzbach als Arzt, Berater und Diplomat tätig.
1661 wurde er in Kitzingen von Soldaten des Herzogs Philipp Wilhelm von Pfalz-Neuburg festgenommen. Er wurde nach Rom gebracht und dort von der Inquisition vernommen und sogar gefoltert. Erst nach achtzehn Monaten kam er frei.
1667 veröffentlichte er eine Abhandlung in lateinischer Sprache Alphabeti veri naturalis hebraici brevissima delineatio (deutsch Kurtzer Entwurff des eigentlichen Natur-Alphabets der Heiligen Sprache) über die „adamitische Sprache“, die er mit dem Hebräischen gleichsetzte. Er argumentierte, dass das hebräische Alphabet, vergleichbar mit musikalischen Noten, implizit Ausspracheleitlinien gibt.
Durch van Helmonts Vermittlung wurde Christian Knorr von Rosenroth 1668 Hof- und Kanzleirat von Herzog Christian August an dessen Hof in Sulzbach. Helmont war zudem ein Freund von Leibniz, der später auch seinen Nachruf schrieb. 1671 machte er Leibniz und Knorr von Rosenroth miteinander bekannt. An der durch Christian Knorr von Rosenroth 1683 in Sulzbach veröffentlichten Schrift Aufgang der Artzney-Kunst, eine deutsche Übersetzung des Ortus Medicinae, arbeitete van Helmont mit.
1670 reiste er nach England, wo er König Karl II. traf. Er war in diplomatischer Mission für Elisabeth von der Pfalz tätig. Dabei traf er auch Robert Boyle, einen führenden Chemiker in der Tradition seines Vaters.
Über seine Arbeit als Arzt von Anne Conway begann er 1675, an Treffen der Quäker teilzunehmen. Er führte sie im Gegenzug in die Kabbala ein. Von 1671 bis zu ihrem Tod 1679 lebte er bei ihr auf Ragley Hall. Zwanzig Jahre später war er Gegenstand der „Keithian Controversy“, einer Kontroverse innerhalb des Quäkertums, bei der van Helmont die von George Keith vertretene Seite einnahm, die sich schließlich abspaltete.
In der Schrift A Cabbalistical Dialogue (1677 in Latein publiziert, 1682 auf Englisch) verteidigte er die kabbalistische Metaphysik. Sie steht bei ihm in enger Beziehung zur Kabbala Denudata von Knorr von Rosenroth und stellt Materie und Geist in ein Kontinuum, indem er Materie als eine „Koalition“ aus Monaden beschreibt. Es gibt verschiedene Aspekte der Entwicklung des Monadenbegriffes, die Conway und van Helmont mit Leibniz teilten. Im gleichen Zeitraum beanspruchte seine Schrift Adumbratio Kabbalae Christianae, die häufig der Kabbala Denudata als anonymer Essay beigefügt war, ein Traktat zur Bekehrung der Juden zum Christentum zu sein. Gleichzeitig diente sie als eine Einführung in die christliche Kabbala und der Identifikation von Jesus Christus mit Adam Qadmon im Sinne der lurianischen Kabbala.
Seine letzten Lebensjahre verbrachte er in Deutschland und setzte seine enge Zusammenarbeit mit Leibniz fort. Es gibt Spekulationen, wonach das letzte Buch, das unter Helmonts Namen erschien, die Premeditate and Considerate Thoughts über die ersten Kapitel des Buches Genesis, tatsächlich von Leibniz stammt.